# Manlio Vigna
Manlio Vigna (Genova, 7 agosto 1939 – Genova, 3 luglio 2017) è stato un calciatore italiano, di ruolo centrocampista.

## Carriera
Ha militato per tre stagioni, dal 1960 al 1963, con la Sampdoria, partecipando a tre campionati di Serie A.